# Mariam Rayaví
Mariam Rayaví (en persa: مریم رجوی‎) nacida Mariam Qayar-Azondalu (en persa: مریم قجر عضدانلو‎; Teherán, 4 de diciembre de 1953) es una política y disidente iraní. Es la lidereza de la Organización de los Muyahidines del Pueblo de Irán (más conocido como Moyahedín-e Jalq, MEJ), cuyo objetivo es el derrocamiento del gobierno de la República Islámica de Irán, y del Consejo Nacional de Resistencia de Irán (CNRI), coalición de partidos opositores al régimen islámico a la que pertenece el MEJ. Tanto el MEJ como el CNRI han sido catalogados como organizaciones terroristas por Estados Unidos, Canadá, la Unión Europea, el Reino Unido y Japón entre 1997 y 2013 por varios periodos de tiempo. Irán e Irak aun consideran ambas organizaciones como terroristas.

## Biografía
Maryam Radjavi nació el 4 de diciembre de 1953 en Teherán. Realizó sus estudios en ingeniería metalúrgica en la Universidad Tecnológica Sharif, en la ciudad de Teherán. En la década de 1970 fue líder en el movimiento estudiantil de la universidad, siendo una figura reconocida en la Sección Social del Movimiento de la Organización de Mujahedin de Irán.
En 1985 se casó con Masud Rayaví, excandidato a la presidencia de Irán. Tienen un hijo, Mostafa, y una hija, Achraf.

## Trayectoria
En 1982, se vio obligada a exiliarse en Francia debido a su oposición al régimen que gobernaba su país, que ya había torturado y asesinado a una de sus hermanas. En 1989, fue elegida Secretaria General de la Organización de Mujahedin. El 10 de agosto de 1993, resultó elegida presidenta del Consejo Nacional de Resistencia Iraní- el Parlamento de la Resistencia Iraní - quien la eligió como futura presidenta de Irán durante el período de transición después de la caída de los Mullahs. Rajavi lucha contra el fundamentalismo religioso y sostiene que el islam es una religión de paz.
En 2013, publicó Les Femmes contre l'intégrisme, libro en el que relata la experiencia de las mujeres de la resistencia de Irán en la lucha contra el fundamentalismo religioso.
Un manifiesto de 10 puntos para un Irán Democrático, publicado por Rajavi establece un programa para transformar Irán como una república libre, democrática y laica. Afirma su compromiso con la Declaración Universal de los Derechos Humanos y con otras organizaciones internacionales similares. Pide la abolición de la pena de muerte, la igualdad de derechos para las mujeres, la separación de la religión y el Estado, el establecimiento de un gobierno que respete la libertad de expresión y la tolerancia religiosa, la creación de un sistema jurídico moderno y la independencia de los jueces. Rajavi pondría fin a la financiación de Hamás, Hezbolá y otros grupos militantes por parte de Teherán y apuesta por la coexistencia pacífica, las relaciones con todos los países y el respeto a la Carta de las Naciones Unidas.
El manifiesto también contiene la declaración: "Reconocemos la propiedad privada, la inversión privada y la economía de mercado".